# Diviana
Diviana is een geslacht van vlinders van de familie snuitmotten (Pyralidae), uit de onderfamilie Phycitinae.

## Soorten
- D. eudoreella Ragonot, 1888
- D. nymphaeella Hulst, 1892
- D. powelli Neunzig & Solis, 1996